# Стів Салліван
Стів Салліван (англ. Steve Sullivan; нар. 6 липня 1974, м. Тіммінс, Канада) — канадський хокеїст, лівий нападник. Виступає за «Піттсбург Пінгвінс» у Національній хокейній лізі.
Виступав за «Су-Сен-Марі Грейгаундс» (ОХЛ), «Олбані Рівер-Ретс» (АХЛ), «Нью-Джерсі Девілс», «Торонто Мейпл-Ліфс», «Чикаго Блекгокс», «Нашвілл Предаторс» і«Фінікс Койотс»
В чемпіонатах НХЛ — 1011 матчів (290+457), у турнірах Кубка Стенлі — 50 матчів (9+14).
У складі національної збірної Канади учасник чемпіонатів світу 2000 і 2001 (16 матчів, 5+3).  
Досягнення
- Володар Меморіального кубка (1993)

Нагороди
- Нагорода Білла Мастертона (2009).